# Kenemu
Kenemu ist die Bezeichnung eines altägyptischen Dekans, der drei Dekan-Sterne umfasste, wobei sich der Name des Dekans von den lichtschwachen Sternen ableitet und diese Himmelsregion als dunkler Fleck erscheint.
Als auffälligste Sterne kommen Unukalhai im Sternbild Schlange sowie Hydor im Sternbild Wassermann in Frage.
In den Dekanlisten der Sethos-Schrift repräsentierte Kenemu am Leib der Nut den 16. Dekan. Der heliakische Aufgang war für den 6. Achet II angesetzt und hatte als Datierungsgrundlage die verfügte Anordnung unter Sesostris III. (12. Dynastie) in dessen siebtem Regierungsjahr. 